# Clinical Opiate Withdrawal Scale
Die COW-Skala ist ein überprüftes Instrument zur klinischen Beurteilung eines akuten Opioidentzugssyndroms und ebenso hilfreich wie der CINA-Fragebogen.
Sie wurde 2003 von Donald R. Wesson und Walter Ling veröffentlicht und beinhaltet elf Fragen zum aktuellen Zustand des Patienten. Eine PDF-Version des Fragebogens kann u. a. von der Seite des New York State Department of Health AIDS Institute heruntergeladen werden. In den USA wird der Fragebogen von praktisch tätigen Ärzten benutzt, um sich ein erstes Bild vom Schweregrad des Zustandbildes zu machen.

## Beurteilung der Gesamtpunktezahl
- 5–12: leichtes Entzugssyndrom
- 13–24: mittelgradiges Entzugssyndrom
- 25–36: mittelgradiges bis schweres Entzugssyndrom
- über 36: schweres Entzugssyndrom

Bei einer Punktezahl von 25 oder mehr wird empfohlen, spezialisierte Ärzte hinzuziehen.